# Domus Aurea
Domus Aurea (latinsko za 'Zlata hiša') je bila ogromna krajinsko urejena palača, ki jo je cesar Neron zgradil v središču starega Rima po velikem požaru leta 64, ki je uničil velik del mesta in plemiške vile na Palatinskem griču.

## Zgradba
Svetonij trdi, da je to Neron in Domus Aurea:
 Ko je bila stavba dokončana v tem slogu in jo posvetil, se je potrudil, da ne bi ničesar več povedal v prid odobritvi, kot da je končno začel živeti kot človeško bitje. 
Kompleks Domus Aurea je pokrival dele pobočij Palatina, Eskvilina, Oppiana in Caelianskega griča, z umetno ustvarjenim jezerom v močvirni dolini. Njena velikost se lahko samo približna, saj večina ni izkopana. Nekateri znanstveniki so jo postavili na več kot 300 hektarjev, medtem ko drugi ocenjujejo njeno velikost na manj od 100 hektarjev . Svetonij opisuje kompleks kot »pppogubno izgubljeno«, saj vključuje drevesa, pašnike s čredami, vinograde in umetno jezero – rus in urbe ('podeželje v mestu').
Neron je tudi pri Grku Zenodoru naročil ogromen bronast kip 35,5 m visok samega sebe, Colousus Neronis. Plinij starejši omenja višino samo 30,3 m. Kip je bil postavljen tik pred glavnim vhodom palače na koncu Via Appia v velikem atriju portika, ki je mesto delil od zasebne vile . Ta kip je morda predstavljal Nerona kot boga sonca Sol, saj je Plinij videl nekaj podobnosti . Ta ideja je široko sprejeta med znanstveniki, vendar so nekateri prepričani, da se Neron ni identificiral s Solom, ko je bil živ . Lice kipa je bilo spremenjeno kmalu po Neronovi smrti v času Vespazijanove vladavine, da bi bil resnično kip Sola. Hadrijan ga je s pomočjo arhitekta Decriana in 24 slonov preselil na položaj poleg Flavijevega amfiteatra. Ta stavba je ime "Colosseum" (Kolosej) dobila v srednjem veku, po kipu v bližini ali, kot menijo nekateri zgodovinarji, zaradi same velikosti stavbe.
Zlata hiša je bila zasnovana kot prostor za zabavo, kar kaže na prisotnost 300 sob brez spalne četrti. Nerova lastna palača je ostala na Kvirinalu. Ni odkritih nobenih kuhinj ali latrin.
Sobe, oblečene v bleščeč beli marmor, so dobile raznih tlorisov, oblikovane z nišami in eksedrami, ki so združevale ali razpršile dnevno svetlobo. V nadstropjih so bili bazeni in fontane, ki so pljuskale po hodnikih. Neron se je zelo zanimal za vsako podrobnost projekta, kot pravijo Tacitov Anali in nadziral inženirja-arhitekta Celerja in Severa, ki sta bila tudi odgovorna za poskusni plovni kanal, s katerim je Neron upal povezati Mizenum z jezerom Averno (Lago d'Averno). 
Nekatere posebnosti Domus Auree so imele posledice za prihodnost. Arhitekti sta zasnovali dve glavni jedilnici, ki sta obdajali osmerokotno dvorišče, ki ga je premoščala kupola z ogromnim osrednjim okulusom za osvetlitev. To je bila zgodnja uporaba rimske betonske konstrukcije. Ena inovacija je bila namenjena velikemu vplivu na umetnost prihodnosti: Neron je v obokanih stropih postavil mozaike, ki so bili prej omejeni na tla. Preživeli so le fragmenti, vendar je bila ta tehnika močno kopirana in sčasoma končala kot temeljna značilnost krščanske umetnosti: apsidni mozaiki krasijo številne cerkve v Rimu, Raveni, na Siciliji in v Carigradu.
Celer in Sever sta ustvarila tudi iznajdljiv mehanizem, ki sta ga poganjala sužnja, ki je strop pod kupolo vrtil kot nebesa, medtem ko je pršil parfum in so cvetni listi vrtnic padali na goste. Po nekaterih podatkih, ki so jih morda navajali Neronovi politični sovražniki, je bilo včasih padlo toliko cvetnih listov vrtnic, da je bil en nesrečen gost zadušen (podobno zgodbo pripoveduje cesar Elagabal).
Obsežen zlati list, ki je dal vili njegovo ime, ni bil edini ekstravagantni element dekorja: ometani stropi so bili obdani s poldragimi kamni in furnirani s slonovino, zidovi pa so bili poslikani s freskami, dekoracija je bila usklajena v različne teme v vsaki večji skupini sob. Plinij starejši je gledal, kako se gradi in to omenja v svoji Naturalis Historia. 
Freske so prekrivale vsako površino, ki ni bila dovolj bogata. Glavni umetnik je bil neki Famulus (ali Fabulus po nekaterih virih). Fresco tehnika, ki se dela na vlažnem ometu, zahteva hiter in varen dotik: Famulus in asistenti iz njegovega ateljeja so s freskami pokrivali spektakularno površino sten. Plinij pripoveduje, kako je Famulus šel le nekaj ur vsak dan v Zlato hišo, da bi delal, ko je bila svetloba prava. Hitrost Famulusove izvedbe daje njegovim stvaritvam čudovito enotnost in presenetljivo krhkost. 
Plinij starejši predstavlja Amulija [14] kot enega glavnih slikarjev v domus aurea: »Pred kratkim je živel Amulius, groba in resna osebnost, vendar slikar v mavričnem slogu. Ta umetnik je imel Minervo, ki je bila videti kot da je vedno gledala gledalca, ne glede na to, od kod jo je gledal. Slikal je le nekaj ur na dan in potem z največjo težo, ker je vedno držal togo, omagal tudi ko je bil sredi svojih pripomočkov. Neronova Zlata palača je bila zapor za produkcijo tega umetnika, zato je le malo del, ki jih je mogoče videti drugje «. 

## Damnatio memoriae
Zlata hiša je bila resna sramota za Neronove naslednike. V desetih letih je bil odstranjen marmor, dragulji in slonovina. Kmalu po Neronovi smrti so palačo in posest, ki je obsegala 2,6 km², napolnili z zemljo in nadgradili: Titove terme so že gradili na delu kraja leta 79. Vespazijan je na mestu jezera, sredi palače, zgradil Flavijev amfiteater, ki ga je bilo mogoče po želji ponovno poplaviti, ob njem pa Colossus Neronis. Na tem mestu so bile zgrajene tudi Trajanove terme ter Tempelj Venere in Rima. V 40 letih je bila Zlata hiša popolnoma zbrisana, zakopana pod novimi konstrukcijami, vendar je to paradoksalno zagotovilo preživetje zidnih slik, kar jih je zaščitilo pred vlago.

## Ponovno odkritje
Ko je mladi Rimljan ob koncu 15. stoletja nenamerno padel skozi razpoko na pobočju Eskvilina, se je znašel v čudni jami, napolnjeni z naslikanimi liki. Kmalu so se mladi rimski umetniki sami spustili na deski, ki so jo imeli na vrvi, da bi se prepričali o najdbi. Freske iz četrtega pompejskega sloga, ki so bile odkrite, so bile zbledele in imele sive madeže na ometu, vendar je bil učinek teh sveže odkritih grotesknih okrasov naelektren že v zgodnji renesansi, ki je pravkar prihajala v Rim. Ko so se Pinturicchio, Rafael in Michelangelo plazili pod zemljo in izrezovali svoja imena na stene, da bi svet spoznal, da so bili tam, so bile slike razodetje pravega antičnega sveta. Poleg grafitnih podpisov kasnejših turistov, kot sta Casanova in markiz de Sade, ki sta se vrezala v freso, oddaljeno nekaj centimetrov (Britanska arheologija, junij 1999), so še avtogrami Domenica Ghirlandaia, Maartena van Heemskercka in Filippina Lippija. 
Trdili so celo, da so bila v tem času najdena različna klasična umetniška dela, kot so Laokoontova skupina in Afrodita Kalipigos, znotraj ali v bližini ostankov Domus Aurea, čeprav je to zdaj sprejeto kot malo verjetno (umetniška dela visoke kakovosti so bila odstranjena - Tempelj miru, na primer - preden je bil Domus prekrit z zemljo).
Učinek fresk na renesančne umetnike je bil takojšen in globok (kar je najbolj očitno v Rafaelovi dekoraciji za lože v Vatikanu), bele stene, občutljivi motivi in trakovi frizov - uokvirjene zaloge, ki vsebujejo figure ali pokrajine – se je od takrat vračal v intervalih, zlasti v neoklasicizmu poznega 18. stoletja, zaradi česar je Famulus eden najbolj vplivnih slikarjev v zgodovini umetnosti.

### 20. Stoletje do danes
Odkritje je privedlo do prisotnosti vlage, ki je sprožila počasen, neizogiben proces propadanja. Težek dež je bil kriv za sesutje stropa.
Zaradi vse večje zaskrbljenosti glede stanja stavbe in varnosti obiskovalcev se je konec leta 2005 zaprlo za nadaljnja obnovitvena dela. Kompleks je bil delno ponovno odprt 6. februarja 2007, vendar je bil zaradi varnostnih razlogov zaprt 25. marca 2008.
Najverjetnejši ostanki rotacijske dvorane za Nero in njen mehanizem so arheologi razkrili 29. septembra 2009. 
Sedanja upravna delitev v središču Rima jo uvršča v rione Monti.
Šestdeset kvadratnih metrov oboka galerije se je zrušilo 30. marca 2010.